# Ma Csing-hua
Ma Csing-hua (egyszerű kínai: 马青骅, hagyományos kínai: 馬青驊, angolul: Ma Qinghua, Sanghaj, Kína, 1987. december 25. –) kínai autóversenyző, 2013-ban a Caterham F1 Team tesztpilótája volt.

## Eredményei

### Karrier összefoglaló
| Év      | Bajnokság                                       | Csapat                              | Verseny     | Győzelem    | Pole        | Leggyorsabb kör | Dobogós helyezés | Pont        | Helyezés    |
| ------- | ----------------------------------------------- | ----------------------------------- | ----------- | ----------- | ----------- | --------------- | ---------------- | ----------- | ----------- |
| 2005    | Ázsiai Formula Renault Challenge                | Shangsai FRD Team                   | 4           | 0           | 0           | 0               | 0                | 35          | 16.         |
| 2005    | Ázsiai Formula Renault Challenge                | Asian Racing Team                   | 2           | 0           | 0           | 0               | 0                | 35          | 16.         |
| 2005    | Olasz Formula–3000                              | Team Astromega                      | 1           | 0           | 0           | 0               | 0                | 0           | HN†         |
| 2005–06 | A1 Grand Prix                                   | A1 Team China                       | 2           | 0           | 0           | 0               | 0                | 6           | 22.‡        |
| 2006    | Formula Renault 2.0 NEC                         | Team Astromega                      | 6           | 0           | 0           | 0               | 0                | 33          | 26.         |
| 2008    | Spanyol Formula–3-as bajnokság                  | Team West-Tec                       | 11          | 0           | 0           | 0               | 0                | 0           | 18.         |
| 2008    | Spanyol Formula–3-as bajnokság - Copa de España | Team West-Tec                       | 11          | 0           | 0           | 0               | 2                | 24          | 7.          |
| 2009    | Brit Formula–3-as bajnokság - National Class    | Team West-Tec                       | 2           | 0           | 0           | 0               | 0                | 10          | 10.         |
| 2010    | Superleague Formula                             | Team China                          | 2           | 0           | 0           | 0               | 0                | 19          | 26.‡        |
| 2011    | Kínai Túraautó-bajnokság - 1600cc Class         | Beijing Hyundai                     | 8           | 3           | 4           | —               | —                | 116         | 1.          |
| 2012    | Formula–1                                       | HRT                                 | Tesztpilóta | Tesztpilóta | Tesztpilóta | Tesztpilóta     | Tesztpilóta      | Tesztpilóta | Tesztpilóta |
| 2013    | GP2                                             | Caterham Racing                     | 1           | 0           | 0           | 0               | 0                | 0           | 35.         |
| 2013    | Formula–1                                       | Caterham F1 Team                    | Tesztpilóta | Tesztpilóta | Tesztpilóta | Tesztpilóta     | Tesztpilóta      | Tesztpilóta | Tesztpilóta |
| 2014    | WTCC                                            | Citroën Total WTCC                  | 10          | 1           | 0           | 1               | 2                | 69          | 13.         |
| 2015    | WTCC                                            | Citroën Total WTCC                  | 24          | 1           | 0           | 1               | 6                | 241         | 4.          |
| 2015–16 | Formula–E                                       | Team Aguri                          | 4           | 0           | 0           | 0               | 0                | 0           | 19.         |
| 2016–17 | Formula–E                                       | Techeetah                           | 3           | 0           | 0           | 0               | 0                | 0           | 25.         |
| 2017    | WTCC                                            | Sébastien Loeb Racing               | 2           | 0           | 0           | 1               | 0                | 0           | 21.         |
| 2017    | Kínai TCR-bajnokság                             | TeamWork Motorsport                 | 1           | 0           | 0           | 1               | 1                | 36          | 15.         |
| 2017    | TCR Ázsia-kupa                                  | TeamWork Motorsport                 | 2           | 0           | 0           | 0               | 0                | 0           | HN†         |
| 2017–18 | Formula–E                                       | NIO Formula E Team                  | 2           | 0           | 0           | 0               | 0                | 0           | 23.         |
| 2018    | WTCR                                            | Boutsen Ginion Racing               | 8           | 0           | 0           | 0               | 0                | 7           | 30.         |
| 2018    | Ralikrossz-világbajnokság                       | STARD                               | 1           | 0           | 0           | 0               | 0                | 0           | 37.         |
| 2019    | WTCR                                            | Team Mulsanne                       | 30          | 1           | 0           | 1               | 4                | 133         | 16.         |
| 2019–20 | Formula–E                                       | NIO 333 FE Team                     | 5           | 0           | 0           | 0               | 0                | 0           | 28.         |
| 2020    | Kínai TCR-bajnokság                             | Shell Teamwork Lynk & Co Motorsport | 12          | 4           | 1           | 6               | 8                | 154         | 1.          |
| 2021    | TCR Ázsia-kupa                                  | Shell Teamwork Lynk & Co Motorsport | 12          | 4           | 3           | 1               | 9                | 239         | 2.          |
| 2021    | Kínai TCR-bajnokság                             | Shell Teamwork Lynk & Co Motorsport | 2           | 0           | 0           | 0               | 0                | 0           | HN†         |
| 2022    | WTCR                                            | Cyan Performance Lynk & Co          | 8           | 0           | 0           | 0               | 1                | 97          | 12.         |

† Vendégversenyzőként nem volt jogosult bajnoki pontokra.
‡ Csapat pontok.

### Teljes A1 Grand Prix eredménysorozata
(Táblázat értelmezése)

(Félkövér: pole-pozícióból indult; dőlt: leggyorsabb kört futott) 

| Év      | Csapat | 1       | 2       | 3       | 4       | 5       | 6       | 7       | 8       | 9       | 10      | 11      | 12      | 13      | 14      | 15      | 16      | 17      | 18      | 19      | 20      | 21         | 22         | Helyezés | Pont |
| ------- | ------ | ------- | ------- | ------- | ------- | ------- | ------- | ------- | ------- | ------- | ------- | ------- | ------- | ------- | ------- | ------- | ------- | ------- | ------- | ------- | ------- | ---------- | ---------- | -------- | ---- |
| 2005–06 | Kína   | GBR SPR | GBR FEA | GER SPR | GER FEA | POR SPR | POR FEA | AUS SPR | AUS FEA | MYS SPR | MYS FEA | UAE SPR | UAE FEA | RSA SPR | RSA FEA | IDN SPR | IDN FEA | MEX SPR | MEX FEA | USA SPR | USA FEA | CHN SPR 14 | CHN FEA 16 | 22.      | 6    |

### Teljes Superleague Formula eredménysorozata
|  |  |  |  |  |  |  |  |  |  |  |  |  |  |  |  |  |  |  |  |  |  |  |  |  |  |  | 12 | 13 | X |  |  |  |  |  |  |

† A futam nem számított bele a bajnokságba végeredményébe.
‡ Csapat pontok

### Teljes Formula–1-es eredménysorozata
(Táblázat értelmezése)

(Félkövér: pole-pozícióból indult; dőlt: leggyorsabb kört futott) 

| Év   | Csapat   | 1   | 2   | 3      | 4   | 5   | 6   | 7   | 8   | 9   | 10  | 11  | 12  | 13     | 14     | 15  | 16  | 17  | 18     | 19     | 20  | Helyezés | Pont |
| ---- | -------- | --- | --- | ------ | --- | --- | --- | --- | --- | --- | --- | --- | --- | ------ | ------ | --- | --- | --- | ------ | ------ | --- | -------- | ---- |
| 2012 | HRT      | AUS | MAL | CHN    | BHR | ESP | MON | CAN | EUR | GBR | GER | HUN | BEL | ITA Tp | SIN Tp | JPN | KOR | IND | UAE Tp | USA Tp | BRA | —        | —    |
| 2013 | Caterham | AUS | MAL | CHN Tp | BHR | ESP | MON | CAN | GBR | GER | HUN | BEL | ITA | SIN    | JPN    | KOR | IND | UAE | USA    | BRA    |     | —        | —    |

### Teljes GP2-es eredménysorozata
(Táblázat értelmezése)

(Félkövér: pole-pozícióból indult; dőlt: leggyorsabb kört futott) 

| Év   | Csapat          | 1          | 2          | 3       | 4       | 5       | 6       | 7       | 8       | 9       | 10      | 11      | 12      | 13      | 14      | 15      | 16      | 17      | 18      | 19      | 20      | 21      | 22      | Helyezés | Pont |
| ---- | --------------- | ---------- | ---------- | ------- | ------- | ------- | ------- | ------- | ------- | ------- | ------- | ------- | ------- | ------- | ------- | ------- | ------- | ------- | ------- | ------- | ------- | ------- | ------- | -------- | ---- |
| 2013 | Caterham Racing | MAL FEA 21 | MAL SPR Ni | BHR FEA | BHR SPR | ESP FEA | ESP SPR | MON FEA | MON SPR | GBR FEA | GBR SPR | GER FEA | GER SPR | HUN FEA | HUN SPR | BEL FEA | BEL SPR | ITA FEA | ITA SPR | SIN FEA | SIN SPR | UAE FEA | UAE SPR | 35.      | 0    |

### Teljes WTCC-s eredménysorozata
(Táblázat értelmezése)

(Félkövér: pole-pozícióból indult; dőlt: leggyorsabb kört futott) 

| Év   | Csapat                | Autó                  | 1   | 1   | 2   | 2   | 3   | 3   | 4   | 4   | 5   | 5   | 6   | 6   | 7   | 7   | 8   | 8   | 9   | 9   | 10  | 10  | 11  | 11  | 12  | 12  | Helyezés | Pont |
| 2014 | Citroën Total WTCC    | Citroën C-Elysée WTCC | MAR | MAR | FRA | FRA | HUN | HUN | SVK | SVK | AUT | AUT | RUS | RUS | BEL | BEL | ARG | ARG | BEI | BEI | CHN | CHN | JPN | JPN | MAC | MAC | 13.      | 69   |
| ---- | --------------------- | --------------------- | --- | --- | --- | --- | --- | --- | --- | --- | --- | --- | --- | --- | --- | --- | --- | --- | --- | --- | --- | --- | --- | --- | --- | --- | -------- | ---- |
| 2014 | Citroën Total WTCC    | Citroën C-Elysée WTCC |     |     |     |     |     |     |     |     |     |     | 6   | 1   | 11  | Ki  |     |     | 15  | 12  | 2   | 5   |     |     | 8   | Ki  | 13.      | 69   |
| 2015 | Citroën Total WTCC    | Citroën C-Elysée WTCC | ARG | ARG | MAR | MAR | HUN | HUN | GER | GER | RUS | RUS | SVK | SVK | FRA | FRA | POR | POR | JPN | JPN | CHN | CHN | THA | THA | QAT | QAT | 4.       | 241  |
| 2015 | Citroën Total WTCC    | Citroën C-Elysée WTCC | 7   | 6   | 2   | 10  | 4   | 9   | 5   | Ki  | 5   | 5   | Ki  | Ki  | 4   | 3   | 6   | 1   | 4   | 5   | 10† | 8   | 3   | 2   | 5   | 2   | 4.       | 241  |
| 2017 | Sébastien Loeb Racing | Citroën C-Elysée WTCC | MAR | MAR | ITA | ITA | HUN | HUN | GER | GER | POR | POR | ARG | ARG | CHN | CHN | JPN | JPN | MAC | MAC | QAT | QAT |     |     |     |     | 21.      | 0    |
| 2017 | Sébastien Loeb Racing | Citroën C-Elysée WTCC |     |     |     |     |     |     |     |     |     |     |     |     |     |     |     |     | 14  | 12  |     |     |     |     |     |     | 21.      | 0    |

† A versenyt nem fejezte be, de helyezését értékelték, mert a versenytáv több, mint 75%-át teljesítette.

### Teljes Formula–E eredménylistája
| Év      | Csapat             | 1      | 2      | 3      | 4      | 5      | 6   | 7      | 8      | 9      | 10     | 11  | 12     | Helyezés | Pont |
| ------- | ------------------ | ------ | ------ | ------ | ------ | ------ | --- | ------ | ------ | ------ | ------ | --- | ------ | -------- | ---- |
| 2015–16 | Team Aguri         | BEI    | PUT    | PDE    | BUE    | MEX    | LBH | PAR Ki | BER 14 | LON 13 | LON 12 |     |        | 19.      | 0    |
| 2016–17 | Techeetah          | HKG Ki | MAR 15 | BUE 16 | MEX    | MON    | PAR | BER    | NYC    | NYC    | MNT    | MNT |        | 25.      | 0    |
| 2017–18 | NIO Formula E Team | HKG    | HKG    | MAR    | SAN    | MEX    | PDE | BER    | PAR 17 | BER    | ZÜR    | NYC | NYC 13 | 23.      | 0    |
| 2019–20 | NIO 333 FE Team    | ADR 20 | ADR 19 | SAN 16 | MEX Ki | MAR 23 | BER | BER    | BER    | BER    | BER    | BER |        | 28.      | 0    |

### Teljes WTCR-es eredménysorozata
| Év   | Csapat                     | Autó                            | 1   | 1   | 1   | 2   | 2   | 2   | 3   | 3   | 3   | 4   | 4   | 4   | 5   | 5   | 5   | 6   | 6   | 6   | 7   | 7   | 7   | 8   | 8   | 8   | 9   | 9   | 9   | 10  | 10  | 10  | Helyezés | Pont |
| 2018 | Boutsen Ginion Racing      | Honda Civic Type R TCR          | MAR | MAR | MAR | HUN | HUN | HUN | GER | GER | GER | NED | NED | NED | POR | POR | POR | SVK | SVK | SVK | CHN | CHN | CHN | WUH | WUH | WUH | JPN | JPN | JPN | MAC | MAC | MAC | 30.      | 7    |
| ---- | -------------------------- | ------------------------------- | --- | --- | --- | --- | --- | --- | --- | --- | --- | --- | --- | --- | --- | --- | --- | --- | --- | --- | --- | --- | --- | --- | --- | --- | --- | --- | --- | --- | --- | --- | -------- | ---- |
| 2018 | Boutsen Ginion Racing      | Honda Civic Type R TCR          |     |     |     |     |     |     |     |     |     |     |     |     |     |     |     |     |     |     | 19  | 17  | Ki  | 11  | 12  | 7   |     |     |     | Ki  | 13  | 11  | 30.      | 7    |
| 2019 | Team Mulsanne              | Alfa Romeo Giulietta Veloce TCR | MAR | MAR | MAR | HUN | HUN | HUN | SVK | SVK | SVK | NED | NED | NED | GER | GER | GER | POR | POR | POR | CHN | CHN | CHN | JPN | JPN | JPN | MAC | MAC | MAC | MAL | MAL | MAL | 16.      | 133  |
| 2019 | Team Mulsanne              | Alfa Romeo Giulietta Veloce TCR | Ki  | Ki  | 9   | 25  | 11  | 19  | 23  | 9   | 13  | 21  | 25  | 21  | 21  | 22  | 15  | 145 | 2   | 9   | 2   | Ki  | 16† | 9   | 23  | Ki  | Ki  | 17  | 22  | 18  | 17  | 23  | 16.      | 133  |
|      |                            |                                 | 1   | 1   | 2   | 2   | 3   | 3   | 4   | 4   | 5   | 5   | 6   | 6   | 7   | 7   | 8   | 8   | 9   | 9   |     |     |     |     |     |     |     |     |     |     |     |     |          |      |
| 2022 | Cyan Performance Lynk & Co | Lynk & Co 03 TCR                | FRA | FRA | GER | GER | HUN | HUN | ESP | ESP | POR | POR | ITA | ITA | ALS | ALS | BHR | BHR | KSA | KSA |     |     |     |     |     |     |     |     |     |     |     |     | 12.      | 97   |
| 2022 | Cyan Performance Lynk & Co | Lynk & Co 03 TCR                | 5   | 3   | T   | T   | 5   | 5   | 13  | 6   | 5   | 7   | Ni  | Ni  | Vi  | Vi  | Vi  | Vi  | Vi  | Vi  |     |     |     |     |     |     |     |     |     |     |     |     | 12.      | 97   |

† A versenyt nem fejezte be, de helyezését értékelték, mert a versenytáv több, mint 75%-át teljesítette.